# Khrebet Torugarttau
Khrebet Torugarttau är en bergskedja i Kina, på gränsen till Kirgizistan. Den ligger i den autonoma regionen Xinjiang, i den nordvästra delen av landet, omkring 1 100 kilometer väster om regionhuvudstaden Ürümqi.